# Münchenreuther Wald

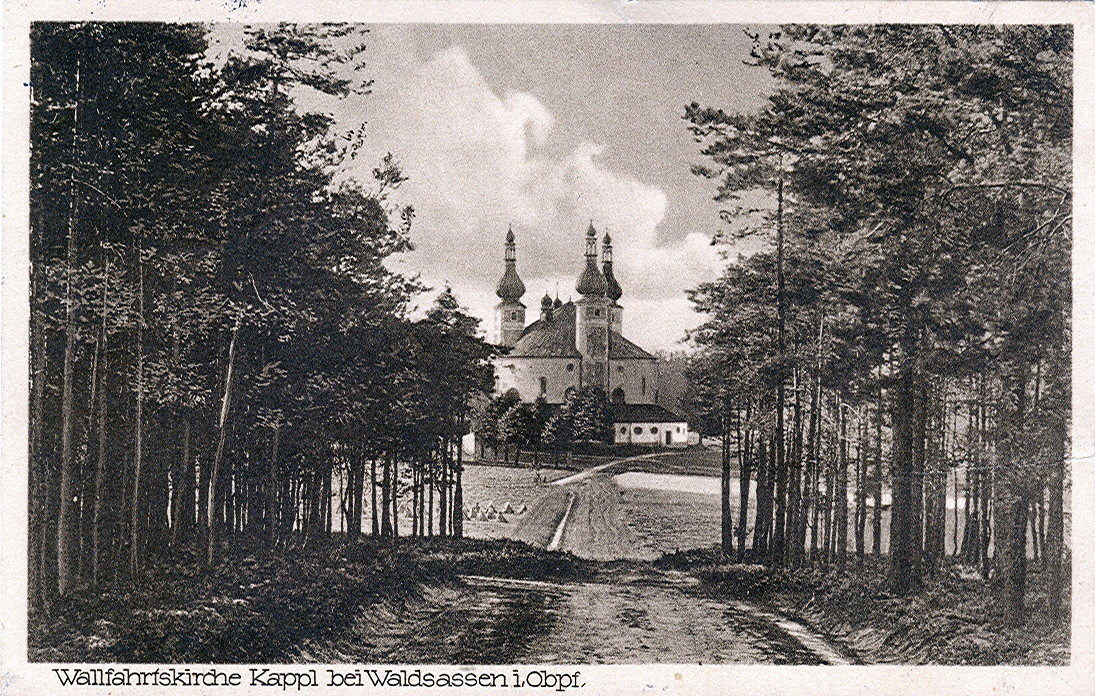
Münchenreuther Wald mit Blick zur Kapplkirche

Der Münchenreuther Wald ist ein dichtes Waldgebiet auf einem Höhenrücken zwischen dem Berg Výhledy (656 m) und der Stadt Waldsassen im zum Regierungsbezirk Oberpfalz gehörenden südlichen Kohlwald im Landkreis Tirschenreuth.
Der Münchenreuther Wald zählte bis Juli 1997 zu den gemeindefreien Gebieten im Landkreis Tirschenreuth.

## Geographie
Der Höhenrücken besteht aus mehreren Erhebungen rund um den Dietzenberg (626 m). Zwischen Dietzen- und Glasberg (628 m), nahe der Ortschaft Münchenreuth, steht die Dreifaltigkeitskirche Kappl. Weitere markante Erhebungen sind Gossenbühl (616 m), Haselrangen (602 m), Kappl (600 m), Wirtsrangen (578 m) und Platte (577 m). Durch das Waldgebiet verläuft die Staatsstraße St 2178 und verbindet Schirnding über Münchenreuth mit Waldsassen, die Kreisstraße TIR 15 verbindet den Ort Münchenreuth mit der Staatsstraße St 2175 von Konnersreuth nach Waldsassen.

## Touristische Erschließung
Die Kappl ist von Waldsassen zu Fuß über den in Europa einmaligen Rosenkranzstationsweg (Wanderweg Nr. 5) zu erreichen. Die 15 barocken Gebetssäulen, welche den Weg säumen, wurden im Jahr 1698 unter Abt Albert Hausner errichtet.

## Geschichte
Früher diente der Wald als Rohstoffquelle für die Städte Waldsassen (mit Kloster) und Eger und für die ehemaligen Kohlenmeiler der Eisenverhüttung in Arzberg.

## Karten
- Digitale Ortskarte 1:10.000 Bayern-Nord des Landesamtes für Vermessung und Geoinformation Bayern 2007
- Fritsch Wanderkarte 1:50.000 Naturpark Fichtelgebirge, 17. Auflage